# وضع بشر (مجموعه‌فیلم)
وضع بشر (ژاپنی: 人間の條件 Ningen no jōken; انگلیسی: The Human Condition) یک سه‌گانهٔ حماسی و جنگی ژاپنی به کارگردانی ماساکی کوبایاشی است که بین سال‌های ۱۹۵۹ تا ۱۹۶۱ ساخته شد. این مجموعه‌فیلم اقتباسی از رمانی شش‌جلدی به همین نام اثر جونپِی گومیکاوا است و تاتسویا ناکادای نقش اول آن را بر عهده دارد.
وضع بشر روی‌هم‌رفته با ۹ ساعت و ۴۷ دقیقه، یکی از طولانی‌ترین فیلم‌های تاریخ سینما به‌شمار می‌رود.

## بازیگران
- تاتسویا ناکادای
- میچیو آراتاما
- کیجی سادا
- چیکاگه آواشیما
- اینکو آریما
- سو یامامورا
- کی ساتو
- کونیه تاناکا
- تامائو ناکامورا
- چیشو ریو
- ریوهی اوچیدا